# Aeropuerto Chapelco

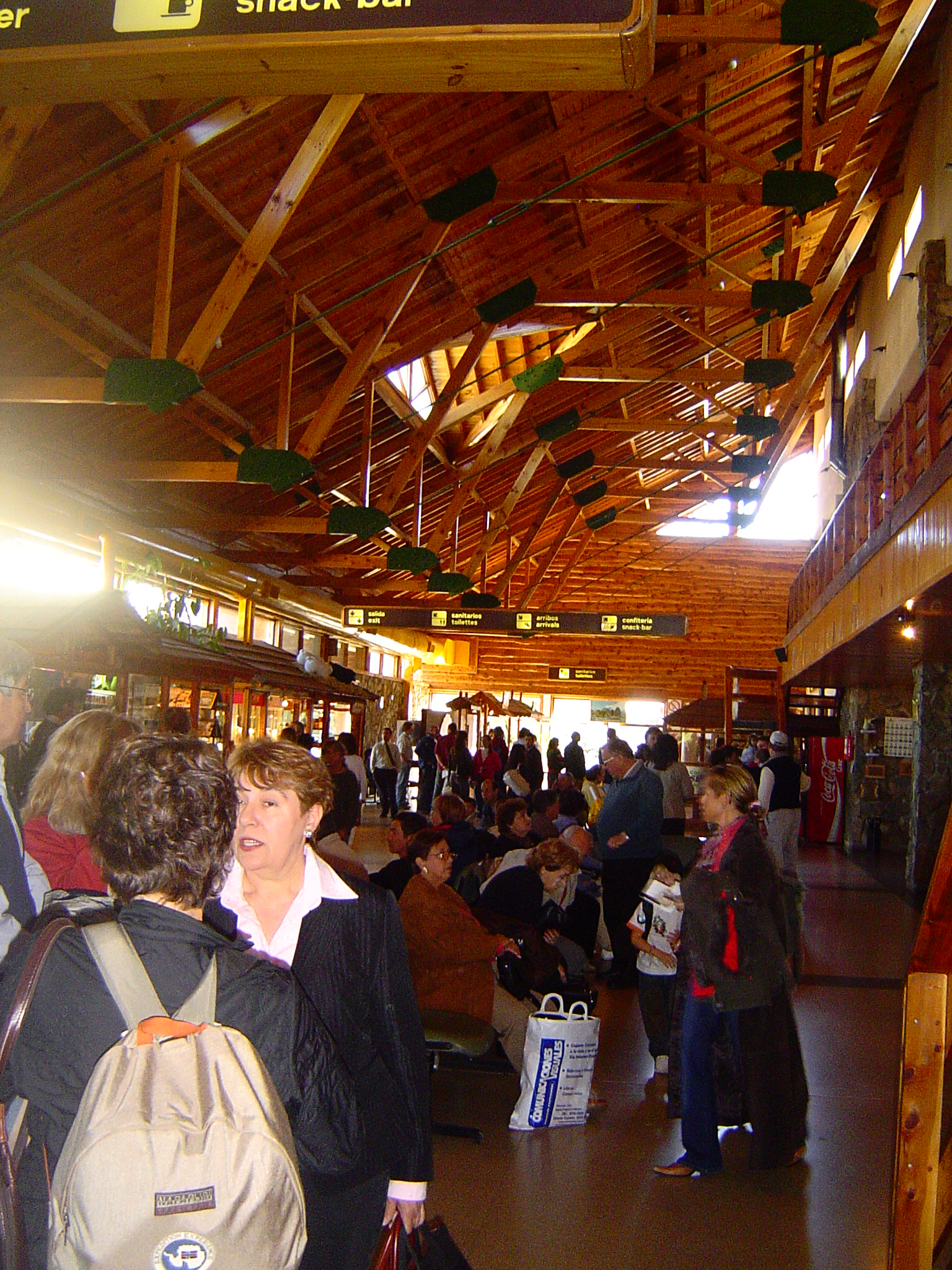
Vista del Interior.

Aeropuerto Chapelco es el nombre coloquial que designa al Aeropuerto Aviador Carlos Campos y que sirve a las ciudades de San Martín de los Andes y Junín de los Andes, provincia del Neuquén, Argentina. Inaugurado en 1981 y la concesión está a cargo del gobierno provincial. Es base operativa de medios aéreos del Plan Nacional de Manejo del Fuego. Es operado por Aerolíneas Argentinas y JetSMART Argentina.

## Historia
En 1945, la Argentina solo contaba con 1300 metros de pista pavimentada, la mayoría en
la ciudad de Buenos Aires. El gobierno de Juan Domingo Perón consciente de la imperiosa necesidad de integración territorial y económica que el país requería, lanzó un considerable plan de obras aeroportuarias.
En una primera etapa, caracterizada por la urgencia, se llevó adelante dicho plan en las
principales ciudades dotándolas de aeropuertos, entre ellos el Aeropuerto Internacional de Salta Martín Miguel de Güemes, el Aeropuerto Internacional Gobernador Ramón Trejo Noel, y el Aeropuerto de Chapelco en ese marco aprobó el Plan General de
Infraestructura Aeroportuaria Nacional, que respaldaba la creación de una importante red aeroportuaria,
mejorando y extendiendo la existente.

## Localización
El aeropuerto "Chapelco" se encuentra a los pies del cerro Chapelco, de ahí su nombre, a 20 km de San Martín de los Andes, y a unos 20 de Junín de los Andes, que son las dos ciudades a las que sirve, y a 405 de Neuquén.

## Tráfico civil
El aeropuerto está abierto todo el año, los vuelos 
operan Aerolíneas Argentinas y Austral desde el Aeroparque Jorge Newbery con el Embraer 190 o el Boeing 737-700. JetSMART Argentina opera con Airbus A320. Está catalogado en IATA y OACI como abierto durante todo el año, desde las 12:00 - 21:00 UTC (09:00 - 18:00 ART). 

## Infraestructura
Cuenta con un procedimiento de aproximación RNP/GNSS sólo autorizada a Aerolíneas Argentinas que es un procedimiento de aproximación por instrumentos de no precisión, que permite operar en esa aeroestación aún con condiciones meteorológicas marginales y visibilidad parcialmente reducida.

## Información general
- Teléfono: (02972) 428388/98
- Superficie: 160 hectáreas
- Terminal: 1824 m²
- Puestos de estacionamiento: 150
- Pasajeros anuales 2007: 30 000
- Ayudas a la navegación: VOR/DME 117 MHz
- Comunicaciones: TWR/APP 119,60 MHz (CPPL) - 118,35 MHz (CAUX)
- Normas generales: Las operaciones VFR deberán ajustarse a lo establecido en el Anexo Alfa, excepto que el techo sea de 2000 Ft y la visibilidad de 5 km.
- Observaciones: Horario de operación: O/R 12:00 - 20:00 UTC. Combustible: AVGAS 100 LL / JET A-1
- Propietario: Gobierno de la Provincia de Neuquén.

## Aerolíneas y destinos
| Destinos regulares | Nombre del aeropuerto                                 | Aerolíneas                               | Avión               | Frecuencias semanales             |
| ------------------ | ----------------------------------------------------- | ---------------------------------------- | ------------------- | --------------------------------- |
| Argentina          |                                                       |                                          |                     |                                   |
| Buenos Aires       | Aeroparque Jorge Newbery                              | Aerolíneas Argentinas JetSMART Argentina | B737-800, B737-8MAX | 11 22 Temporada Invernal/Verano 3 |
| Buenos Aires       | Aeropuerto Internacional Ministro Pistarini           | Aerolíneas Argentinas (Estacional)       | E-190AR             | 1 Temporada de Verano             |
| Córdoba            | Aeropuerto Internacional Ingeniero Ambrosio Taravella | Aerolíneas Argentinas (Estacional)       | B737-700            | 1 Temporada Invernal              |
| Rosario            | Aeropuerto Internacional Rosario Islas Malvinas       | Aerolíneas Argentinas (Estacional)       | B737-700            | 1 Temporada Invernal              |

### Destinos internacionales
| Destinos regulares | Nombre del aeropuerto                           | Aerolíneas                                   | Avión | Frecuencias semanales |
| ------------------ | ----------------------------------------------- | -------------------------------------------- | ----- | --------------------- |
| Brasil             |                                                 |                                              |       |                       |
| São Paulo          | Aeropuerto Internacional de São Paulo-Guarulhos | Aerolíneas Argentinas (Vía AEP) (Estacional) | B738  | 1                     |

### Aerolíneas y destinos que cesaron operaciones
- Aerolíneas Argentinas (Bariloche, El Calafate)
- LADE (Bariloche, Neuquén)
- LASA (Bariloche, Neuquén)
- Southern Winds (Córdoba)
- Transportes Aéreos Neuquén (Neuquén, Temuco)

## Estadísticas
| Ranking | Ciudad                               | Pasajeros (2017) | Pasajeros (2018) | Pasajeros (2019) | Variación | Aerolíneas                                   |
| ------- | ------------------------------------ | ---------------- | ---------------- | ---------------- | --------- | -------------------------------------------- |
| 1       | Buenos Aires (Aeroparque), Argentina | 102.836          | 140.478          | 143.734          | +2,32     | Aerolíneas Argentinas, Austral Líneas Aéreas |
| 2       | Buenos Aires (Ezeiza), Argentina     | 99               | 183              | 2.015            | +1.001    | Austral Líneas Aéreas                        |
| 3       | Córdoba, Argentina                   | S/D              | 3.779            | S/D              |           | Austral Líneas Aéreas                        |